# 小島りりか
小島 りりか（こじま りりか、1997年3月8日 - ）は、日本のAV女優。C-more エンターテイメント所属。

## 略歴・人物
2017年にデビューしたロリ系のAV女優。
趣味はダーツ、テレビ鑑賞、YouTubeサーフィン。特技は手芸（刺繍）、子供をあやす。

## 出演作品

### アダルトDVD
- マジックミラー号 10代水着女子限定! 豪華撮りおろし2タイトル収録8時間! 真夏のビーチで見つけた水着美女 総勢15人全員本番成功スペシャル!（10月5日、SODクリエイト）※「ひめか」名義
- 原宿プロモーション 赤星キラリちゃん アイドル志望/無許可中出しAVデビュー（11月1日、キチックス）※「赤星キラリ」名義
- まなちゃん (注)つるぺた貧乳パイパンAAAカップ（11月10日、FIRST STAR）※「まな」名義
- 清純スレンダーガール（12月12日、ケートライブ）

- 「イラマチオは女性にとって気持ちが良いのだろうか?」をイラマ未経験SOD女子社員が真面目に検証した結果 ヤミツキのど奥SEXでえづき汁だらだら糸引き絶頂!! SOD性科学ラボ レポート5（1月11日、SODクリエイト）※「浜早織」名義
- BSI$69パンツを売ったらさようなら… 地方在住無名I$4名収録（1月26日、MERCURY）
- コタツの中で内緒で悪戯 妹が可愛すぎて欲望を抑えきれない義兄は近親○姦生中出し 2（2月10日、ブリット）
- 妹のパンチラ（2月23日、I.B.WORKS）
- 貧乳パイパン美少女中出し かわいい彼女はケーキ屋さんアルバイト りか 19歳 低身長148cm（2月27日、ケートライブ）※「りか」名義
- SOD女子社員 「私たち社員も気持ち良くなりたい…」 SOD女子社員の鑑 超優秀人材発掘 社内でマ●コを濡らし続けるSOD女子社員たち 面接に来た素人男子に迫られ衝撃の即発情SEX（7月26日、SODクリエイト）※「浜早織」名義
- マジックミラー号 素人美女限定 100の質問中に突然デカチンを即ハメ! 恥じらいつつも、連続ピストンでオマ○コぐちょ濡れ大絶頂! 合計8名（8月23日、SODクリエイト）
- 日焼け姪っ子とおじさんの夏休み（8月24日、I.B.WORKS）

- 丁寧淫語でパンチラ挑発×おま○こ挑発（1月13日、アロマ企画）
- 回春ココナッツオイルエステにヤられちゃった僕。 その3（1月25日、アロマ企画）
- 挑発する ブルチラハミパン娘。（1月25日、アロマ企画）
- お尻の穴の収縮とシワの本数までバッチリ分かるアナルひくひくオナニー（2月25日、アロマ企画）
- センズリ用 美少女のま○ことアナルと顔をドアップで見比べながらオナニーできるDVD（4月25日、アロマ企画）
- クリトリスの形までクッキリわかる! イキまくりパンツ越しオナニー 4（7月13日、アロマ企画）

### VR
2019年
- プール掃除の時間 デッキブラシがけパンチラVR（7月15日、SODVR）
- 人間家具VR（11月7日、SODVR）

### イメージDVD
- ぴよぴよ成長日記 ボクのいもうと1年生 vol.6（2017年10月28日、21世紀FAX）※「川上ひめか」名義